# سوربانا جورونج
سوربانا جورونج الخاصة المحدودة هي شركة استشارية مملوكة للحكومة السنغافورية تركز على البنية التحتية والتنمية الحضرية. تم تشكيلها في يونيو 2015 من خلال اندماج شركتي  سوربانا الدولية للاستشارات وجورونج الدولية القابضة. اعتبارًا من يوليو 2016، أصبحت مملوكة بالكامل لشركة تماسيك القابضة وكان لديها 13000 موظف.

## روابط خارجية
- الموقع الرسمي